# Caterine Ibargüen
Caterine Ibargüen Mena (Apartadó, 12 de febrer de 1984) és una atleta colombiana de salt de longitud, salt d'altura i triple salt, especialitat en la qual ostenta dues medalles d'or en campionats mundials d'atletisme, una de plata en els Jocs Olímpics de Londres 2012 i una d'or en els Jocs Olímpics de Rio de Janeiro 2016, i de la qual és l'actual campiona panamericana. D'altra banda, als Jocs Sud-americans Ibargüen ha conquistat un total de 5 medalles d'or, 3 de plata, i 5 de bronze.
El 14 d'agost de 2016 va guanyar medalla d'or en salt triple amb 15.17 metres en els Jocs Olímpics de Rio de Janeiro 2016 aconseguint per primera vegada per a la història de l'atletisme olímpic a Colòmbia una medalla daurada.

## Biografia

### Començaments
Caterine va néixer a la regió d'Urabá, on va ser criada per la seva àvia després de la separació dels seus pares a causa del conflicte armat. Va començar a jugar voleibol abans de practicar atletisme als dotze anys, i el seu primer entrenador va ser Wilder Zapata, qui en veure el seu potencial li va proposar traslladar-se a la Vila Esportiva Antonio Roldán Bentancour a Medellín. Allí va iniciar el seu entrenament en 1996 amb el tècnic cubà Jorge Luis Alfaro en l'especialitat del salt d'altura.
En aquesta mateixa especialitat, i amb quinze anys, va guanyar la seva primera medalla a nivell internacional en situar-se en el tercer lloc del Campionat Sud-americà d'Atletisme de 1999 amb una marca d'1,76 m. Per al següent any va començar a ser dirigida per l'entrenadora cubana Regla Sandrino amb qui va enfortir el seu acompliment en aquesta mateixa prova, i mostra d'això va ser la seva primera medalla daurada en els Jocs Bolivarians d'Ambato. No obstant això, a partir de llavors començaria a competir en les especialitats del triple salt i salt de longitud en campionats de categoria junior. Precisament, en el triple salt es va agenciar un rècord nacional en aquesta categoria en el 2002 amb registre de 13,28 m.
Ibargüen va participar en el campionat mundial junior de Kingston, però no va superar la fase de classificació. Malgrat tot, amb la modalitat del salt d'altura va poder assistir als seus primers Jocs Olímpics en el 2004, en Atenes, encara que no va passar de l'etapa preliminar. A Sud-amèrica, no obstant això, s'establia com la millor atleta de la regió en aquesta especialitat, ja que en el 2005 va implantar la seva millor marca personal amb un salt d'1,93 m. Amb aquest antecedent va debutar en el campionat mundial, el qual va tenir lloc en Hèlsinki, però novament va fallar a aconseguir la final de la competició.

### Primera medalla en campionats mundials
El 2006 Ibargüen va competir en el campionat mundial en pista coberta de Moscou, sense bons resultats; però el que gairebé va provocar el seu retir de l'atletisme va ser la frustració de quedar fora dels Jocs Olímpics de Pequín. No obstant això, va decidir traslladar-se a Puerto Rico per estudiar infermeria a la Universitat Metropolitana on també va iniciar una nova etapa esportiva sota l'adreça de l'entrenador cubà Ubaldo Duany.
Duany li va recomanar a la colombiana que s'enfoqués en el salt de longitud i el triple salt. Va ser aquesta modalitat la que li va començar a donar els millors resultats, quan en el 2010 va conquistar dues medalles de plata: la primera obtinguda en el Campionat Iberoamericà amb nova marca nacional de 14,29 m, i l'altra en els XXI Jocs Centreamericans i del Carib.
El 2011 va realitzar un notable progrés de 14,30 m a 14,99 m en cinc mesos.De fet, aquest últim registre va igualar el millor salt de l'any de Yargelis Savigne el dia 13 d'agost durant el Gran Prix Internacional de Bogotà, Colòmbia.Amb aquestes marques es va presentar al Campionat Mundial de Daegu on es va agenciar la medalla de bronze amb un registre de 14,84 m, en el que era la segona medalla per a Colòmbia en la història d'aquest esdeveniment;ja que dies abans Luis Fernando López havia obtingut un tercer lloc en els 20 km marxa. Ibargüen va dedicar l'obtenció de la medalla al seu país, i ho va considerar com el major assoliment en la seva carrera esportiva fins llavors; i –malgrat el seu ja llarga trajectòria en l'atletisme– va asseverar que esperava millors resultats en el futur.
Per tancar l'any, en els Jocs Panamericans de Guadalajara es va alçar amb la medalla de bronze en el salt de longitud amb marca de 6,63 m; i la d'or en triple salt amb nou rècord de la justa de 14,92 m.

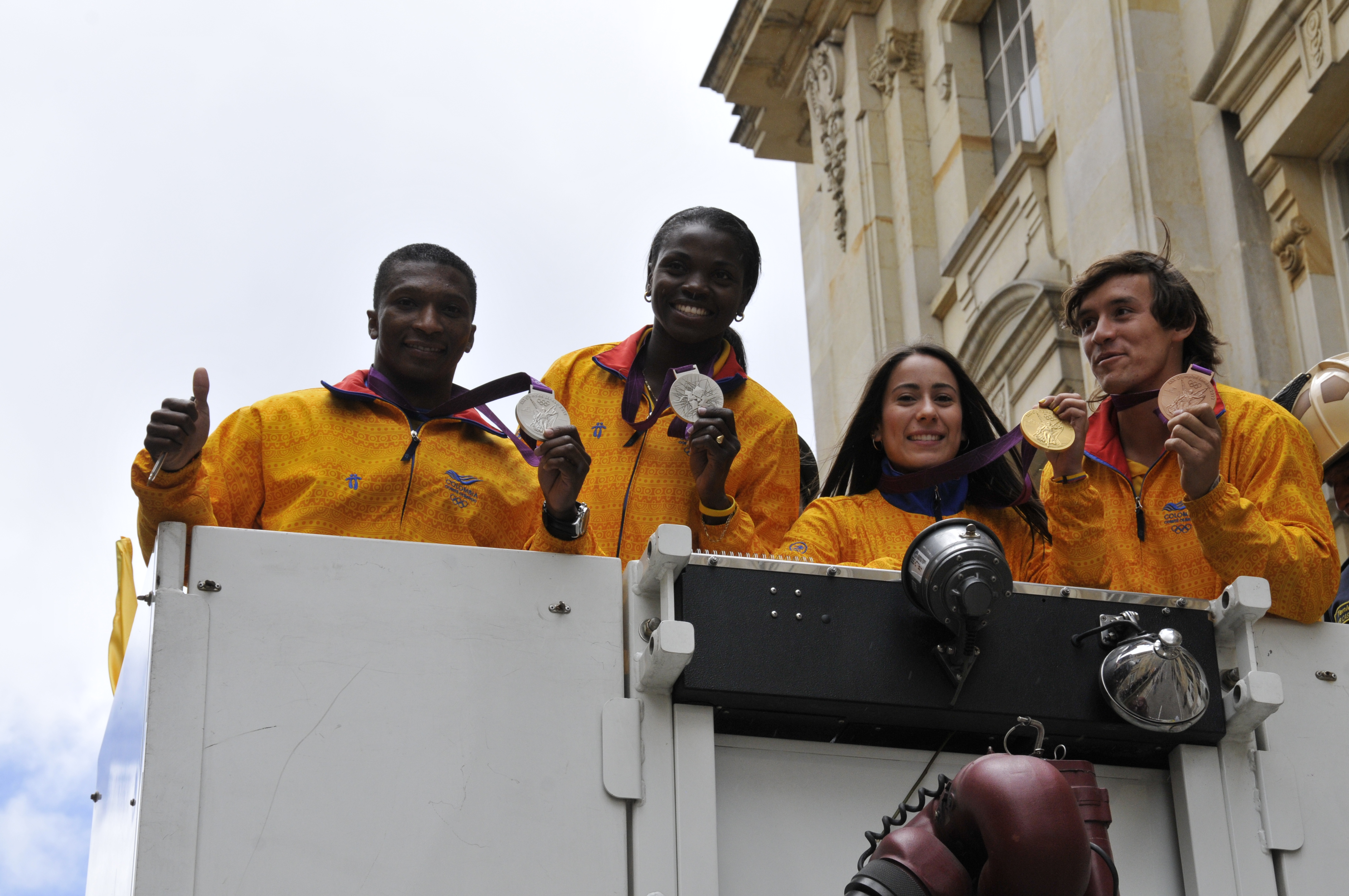
Ibargüen al costat d'altres medallistes dels Jocs Olímpics de Londres durant la caravana de benvinguda als atletes celebrada a la ciutat de Bogotà.

### Primera medalla olímpica
Per a l'any 2012 l'antioqueña es va presentar en les reunions de Mònaco i el Grand Prix de Londres en el mes de juliol per la Lliga de Diamant; i en ambdues va obtenir la victòria amb marques de 14,85 m i 14,66 m. Aquests resultats li van servir de preparació per assistir per segona ocasió als Jocs Olímpics que es van desenvolupar en Londres.
Ibargüen no era favorita per ocupar el podi. No obstant això, després de superar la fase preliminar, el 5 d'agost va aconseguir la medalla de plata amb un registre de 14,80 m, la primera per a Colòmbia en la història de l'atletisme olímpic; ja que l'únic antecedent era la medalla de bronze de Ximena Restrepo a Barcelona 1992. L'acompliment va ser reconegut el 19 d'agost amb la Creu de Boyacá, pel president Juan Manuel Santos, i el periòdic L'Espectador la va designar com la «Esportista de l'any».

### El campionat mundial de Moscou
Per iniciar el 2013, Ibargüen es va presentar al Grand Prix de Medellín del mes de maig amb registre de 14,53 m, i amb l'objectiu lloc en el Campionat Mundial de Moscou. Posteriorment, va començar la seva participació en la Lliga de Diamant en gran forma, en acumular quatre triomfs consecutius: primer en Shanghái amb marca de 14,69 m; després a Eugene amb 14,93 m, encara que el registre no va ser reconegut, ja que el vent al seu favor era de +2,1 m/s pel que va depassar el límit permès; després en Oslo amb 14,81 m; i finalment en París amb 14,69 m.
Amb aquests antecedents va assistir a Rússia per al seu tercer campionat del món, i va arribar a la final en la qual es va alçar amb la primera medalla d'or per a Colòmbia en aquest esdeveniment. Va ser en la segona ronda de salts que va aconseguir marcar 14,85 m, també aconseguint el millor registre mundial de l'any que va bastar per imposar-se en la prova. Després del triomf va revelar que el dia anterior havia tingut un malestar general per un problema estomacal.
Una vegada acabat el certamen mundial, va guanyar en les reunions de Estocolm (14,61 m) i Brussel·les (14,49 m) per convertir-se per primera vegada, i de forma invicta, en una de les guanyadores de la Lliga de Diamant. En reconeixement de la seva destacada temporada, l'Associació Internacional de Federacions d'Atletisme (IAAF) la va nominar com una de les candidates a la «Atleta d'any».

### Temporada 2014
Ibargüen va continuar amb el domini internacional de la prova del triple salt al llarg del 2014. Va guanyar l'especialitat en la Lliga de Diamant, amb sis triomfs en igual nombre de presentacions, arribant a implantar un nou rècord personal de 15,31 m a Mònaco, que es va situar a més com la cinquena millor marca de la història. De fet, la marca dels 15 m no havia estat superada en quatre anys, i la mateixa IAAF ho va considerar com el millor salt en sis anys. Per tancar la temporada, es va alçar amb la victòria en la segona edició de la copa continental amb registre de 14,52 m com a part de l'equip de les Américas, i també en els XXII Jocs Centreamericans i del Carib amb nou rècord de la competència de 14,57 m.

### El campionat mundial de Pequín
Amb el desafiament d'enfrontar els Jocs Panamericans i el campionat mundial en el 2015, va iniciar la seva participació en la Lliga de Diamant amb victòria en Xangai (14,85 m), a la qual van seguir altres triomfs en Eugene (amb marca no reconeguda de 15,18 m en depassar el vent a favor), Oslo (14,68 m) i París (14,87 m). Després d'aquesta reunió es va presentar en els Jocs de Toronto per defensar el títol Panamericà de 2011, la qual cosa va aconseguir amb una marca de 15,08 m que no va ser reconeguda com a nou rècord continental en superar el vent a favor el límit de velocitat (+2,3 m/s). Dies després, el 30 de juliol a Estocolm, va estendre la seva ratxa de victòries internacionals a 28 amb un salt de 14,69 m.
La victòria número vint-i-nou va arribar precisament en el campionat absolut de Pequín, on va revalidar el seu títol del 2011 amb una marca de 14,90 m en la seva quarta ronda de salts, pel que va igualar a la russa Tatyana Lebedeva i la cubana Yargelis Savigne amb dos títols mundials en la prova. Per l'11 de setembre, en Brussel·les, es va adjudicar el seu tercer triomf absolut en la Lliga Diamant, amb la particularitat que ho va aconseguir in extremis en l'última ronda en superar la marca de 14,42 m de Hanna Knyazyeva-Minenko amb un registre de 14,60 m.

### Els Jocs Olímpics de Rio de Janeiro 2016
El 2016, nous triomfs es van sumar per la Ibargüen des de l'inici de la temporada a Medellín (14,43 m) i tres més en la Lliga de Diamant a Doha (15,04 m), Rabat (14,51 m), i Roma (14,78 m), fins que el 5 de juny la seva ratxa invicta de 34 victòries va arribar a la seva fi. En aquesta oportunitat la seva marca de 14,56m va quedar a 5 cm de la guanyadora Olga Rypakova, precisament l'última atleta que li havia superat en la prova des dels Jocs de Londres 2012.
Malgrat el revés, va triomfar en la reunió de Mònaco (14,96 m) abans de la seva tercera presentació en Jocs Olímpics en el mes d'agost, en el qual partia com la favorita. En Rio de Janeiro li va bastar un salt de 14,52 m en la fase de classificació per passar a la final. En l'disputa per les medalles, va començar la sèrie de salts amb una marca de 14,65 m, i en el seu segon intent va sobrepassar per 3 cm els 15 m. En la quarta ronda va marcar 15,17 m que van ser suficients per mantenir el primer lloc, ja que cap de les altres competidores va aconseguir superar els 15 m; de fet, la veneçolana Yulimar Rojas es va situar a 19 cm de la colombiana amb el segon lloc i medalla de plata.
D'aquesta manera Ibargüen es va alçar amb la seva primera medalla d'or olímpica, que es va sumar a la plata del 2012. A més va ser el primer triomf en l'atletisme per Colòmbia en la història dels Jocs Olímpics. Després de la victòria va comentar:
| « | Avui es tanca un dels meus grans somnis, des que em vaig aixecar vaig dir que era el dia més important de la meva vida perquè somiava amb aconseguir això, i gràcies a Déu, al meu professor, a l'esforç, avui vaig poder fer-ho realitat. Vaig treballar molts anys per ell. | » |

Va acabar la temporada amb primers llocs en les reunions de Lausana (14,76 m) i Brussel·les (14.66 m) per agenciar-se per quarta ocasió consecutiva un dels «Trofeus de Diamant». Al final de l'any va ser triada per quarta vegada com la «Esportista de l'any» per part del periòdic L'Espectador, i Premsa Llatina la va nomenar la «Millor atleta femenina de Llatinoamèrica i el Carib».

## Marques personals
| Prova            | Marca      | Vent      | Lloc                    | Data       |
| ---------------- | ---------- | --------- | ----------------------- | ---------- |
| Salt d'altura    | 1,93 m     |           | Cali, Colòmbia          | 22/07/2005 |
| Salt de longitud | 6,73 m     | + 1,8 m/s | Bogotà, Colòmbia        | 30/06/2012 |
| Triple salt      | 15,31 m    | + 0,0     | Mònaco, França          | 18/07/2014 |
| Heptatló         | 5742 ptes. |           | San Germán, Puerto Rico | 05/12/2009 |

## Campionats
| Representant Colòmbia | Representant Colòmbia                                       | Representant Colòmbia          | Representant Colòmbia | Representant Colòmbia | Representant Colòmbia        |
| Any                   | Competència                                                 | Lloc                           | Lloc                  | Modalitat             | Notes                        |
| --------------------- | ----------------------------------------------------------- | ------------------------------ | --------------------- | --------------------- | ---------------------------- |
| 1999                  | Campionat Mundial Juvenil d'Atletisme                       | Bydgoszcz, Polònia             | 15é (q)               | Salt alt              | 1,65 m                       |
| 1999                  | Campionat Mundial Júnior d'Atletisme                        | Concepción, Xile               | 2n                    | Salt alt              | 1,73 m                       |
| 2001                  | Campionat Sud-americà Junior d'Atletisme                    | Ciutat de Santa Fe (Argentina) | 1r                    | Salt alt              | 1,77 m                       |
| 2001                  | Campionat Sud-americà Junior d'Atletisme                    | Ciutat de Santa Fe (Argentina) | 2n                    | Salt llarg            | 5,87 m                       |
| 2001                  | Campionat Sud-americà Junior d'Atletisme                    | Ciutat de Santa Fe (Argentina) | 3r                    | Salt triple           | 12,65 m                      |
| 2001                  | Campionat Sud-americà Junior d'Atletisme                    | Ciutat de Santa Fe (Argentina) | 2n                    | 4x100m relleus        | 45,92 s                      |
| 2001                  | Campionat Panamericà Junior d'Atletisme                     | Ciutat de Santa Fe (Argentina) | 2n                    | Salt alt              | 1.77 m                       |
| 2001                  | Campionat Panamericà Junior d'Atletisme                     | Ciutat de Santa Fe (Argentina) | 6é                    | Salt llarg            | 5.70 m                       |
| 2001                  | Campionat Panamericà Junior d'Atletisme                     | Ciutat de Santa Fe (Argentina) | 4é                    | Salt triple           | 12.90 m                      |
| 2001                  | Campionat Panamericà Junior d'Atletisme                     | Ciutat de Santa Fe (Argentina) | 3r                    | 4x100m relleus        | 46.89 s                      |
| 2001                  | Jocs Bolivarians                                            | Ambato, Equador                | 1r                    | Salt alt              | 1.79 m A                     |
| 2002                  | Campionat Mundial Júnior d'Atletisme                        | Kingston, Jamaica              | 9é (q)                | Salt triple           | 12.69 m (vent: +0.6 m/s)     |
| 2002                  | Centreamericà i del Carib Junior (Sub-20)                   | Bridgetown, Barbados           | 2n                    | Salt alt              | 1.79 m                       |
| 2002                  | Centreamericà i del Carib Junior (Sub-20)                   | Bridgetown, Barbados           | 3r                    | Salt triple           | 13.01 m (vent: -1.3 m/s)     |
| 2002                  | Jocs Centreamericans i del Carib                            | San Salvador, El Salvador      | 3r                    | Salt alt              | 1.79 m                       |
| 2002                  | Jocs Centreamericans i del Carib                            | San Salvador, El Salvador      | 2n                    | Salt triple           | 13.17 m (vent: -1.4 m/s)     |
| 2003                  | Campionat Mundial Júnior d'Atletisme                        | Guayaquil, Equador             | 1r                    | Salt alt              | 1.80 m                       |
| 2003                  | Campionat Mundial Júnior d'Atletisme                        | Guayaquil, Equador             | 1r                    | Salt triple           | 13.05 m (vent: +2.0 m/s)     |
| 2003                  | Campionat Sud-americà d'Atletisme                           | Barquisimeto, Veneçuela        | 2n                    | Salt llarg            | 6.04 m (vent: -0.4 m/s)      |
| 2003                  | Campionat Sud-americà d'Atletisme                           | Barquisimeto, Veneçuela        | 3r                    | Salt triple           | 13.07 m (vent: -0.1 m/s)     |
| 2003                  | Campionat Panamericà Junior d'Atletisme                     | Bridgetown, Barbados           | 4é                    | Salt alt              | 1.81 m                       |
| 2003                  | Campionat Panamericà Junior d'Atletisme                     | Bridgetown, Barbados           | 4é                    | Salt triple           | 12.64 m (vent: -0.8 m/s)     |
| 2004                  | Campionat Sud-americà Sub-23 d'Atletisme                    | Barquisimeto, Veneçuela        | 1r                    | Salt alt              | 1.91 m                       |
| 2004                  | Campionat Sud-americà Sub-23 d'Atletisme                    | Barquisimeto, Veneçuela        | 2n                    | Salt llarg            | 6.05 m (vent: +0.9 m/s)      |
| 2004                  | Campionat Iberoamericà d'Atletisme                          | Huelva, Espanya                | 3r                    | Salt alt              | 1.88 m                       |
| 2004                  | Jocs Olímpics                                               | Atenes, Grècia                 | 16é (q)               | Salt alt              | 1.85 m                       |
| 2005                  | Campionat Sud-americà d'Atletisme                           | Cali, Colòmbia                 | 1r                    | Salt alt              | 1.93 m                       |
| 2005                  | Campionat Sud-americà d'Atletisme                           | Cali, Colòmbia                 | 3r                    | Salt llarg            | 6.30 m (vent: -3.0 m/s)      |
| 2005                  | Campionat Sud-americà d'Atletisme                           | Cali, Colòmbia                 | 3r                    | Salt triple           | 13.59 m (vent: +1.3 m/s)     |
| 2005                  | Campionat Mundial d'Atletisme                               | Hèlsinki, Finlàndia            | 11r (q)               | Salt alt              | 1.84 m                       |
| 2005                  | Jocs Bolivarians                                            | Armenia, Colòmbia              | 1r                    | Salt alt              | 1.91 m GR A                  |
| 2005                  | Jocs Bolivarians                                            | Armenia, Colòmbia              | 1r                    | Salt llarg            | 6.54 m (vent: +0.7 m/s) GR A |
| 2005                  | Jocs Bolivarians                                            | Armenia, Colòmbia              | 2n                    | Salt triple           | 13.64 m (vent: +1.9 m/s) A   |
| 2006                  | Mundial en Pista Coberta                                    | Moscou, Rússia                 | 17é (q)               | Salt alt              | 1.81 m                       |
| 2006                  | Jocs Centreamericans i del Carib                            | Cartagena, Colòmbia            | 2n                    | Salt alt              | 1.88 m                       |
| 2006                  | Jocs Centreamericans i del Carib                            | Cartagena, Colòmbia            | 2n                    | Salt llarg            | 6.36 m (vent: +0.5 m/s)      |
| 2006                  | Campionat Sud-americà d'Atletisme                           | Tunja, Colòmbia                | 1r                    | Salt alt              | 1.90 m                       |
| 2006                  | Campionat Sud-americà d'Atletisme                           | Tunja, Colòmbia                | 2n                    | Salt llarg            | 6.51 m A w (vent: +3.8 m/s)  |
| 2006                  | Campionat Sud-americà d'Atletisme                           | Tunja, Colòmbia                | 2n                    | Salt triple           | 13.91 m A (vent: +0.9 m/s)   |
| 2006                  | Campionat Sud-americà Sub-23 d'Atletisme Jocs sud-americans | Buenos Aires, Argentina        | 2n                    | Salt alt              | 1.85 m                       |
| 2006                  | Campionat Sud-americà Sub-23 d'Atletisme Jocs sud-americans | Buenos Aires, Argentina        | 1r                    | Salt llarg            | 6.32 m (vent: +1.1 m/s)      |
| 2006                  | Campionat Sud-americà Sub-23 d'Atletisme Jocs sud-americans | Buenos Aires, Argentina        | 2n                    | Salt triple           | 13.26 m w (vent: +2.5 m/s)   |
| 2007                  | Jocs de l'ALBA                                              | Caracas, Veneçuela             | 1r                    | Salt alt              | 1.85 m                       |
| 2007                  | Jocs Panamericans                                           | Rio de Janeiro, Brasil         | 4é                    | Salt alt              | 1.87 m                       |
| 2007                  | Campionat Sud-americà d'Atletisme                           | Sao Paulo, Brasil              | 1r                    | Salt alt              | 1.84 m                       |
| 2007                  | Campionat Sud-americà d'Atletisme                           | Sao Paulo, Brasil              | 3r                    | Salt llarg            | 6.18 m (vent: +0.9 m/s)      |
| 2008                  | Campionat Iberoamericà d'Atletisme                          | Iquique, Xile                  | 2n                    | Salt alt              | 1.85 m                       |
| 2008                  | Campionat Centreamericà i del Carib                         | Cali, Colòmbia                 | 2n                    | Salt alt              | 1.88 m                       |
| 2008                  | Campionat Centreamericà i del Carib                         | Cali, Colòmbia                 | 6é                    | Salt triple           | 13.04 m (vent: -2.0 m/s)     |
| 2009                  | Campionat Sud-americà d'Atletisme                           | Lima, Perú                     | 1r                    | Salt alt              | 1,88 m A                     |
| 2009                  | Campionat Sud-americà d'Atletisme                           | Lima, Perú                     | 1r                    | Salt triple           | 13,93 m A (vent: +0.5 m/s)   |
| 2009                  | Campionat Mundial d'Atletisme                               | Berlín, Alemanya               | 28é (q)               | Salt alt              | 1,85 m                       |
| 2009                  | Jocs Bolivarians                                            | Sucre, Bolívia                 | 1r                    | Salt alt              | 1,80 m A                     |
| 2009                  | Jocs Bolivarians                                            | Sucre, Bolívia                 | 1r                    | Salt llarg            | 6,32 m A (vent: -0.4 m/s)    |
| 2009                  | Jocs Bolivarians                                            | Sucre, Bolívia                 | 2n                    | Salt triple           | 13.96 m A (vent: -0.3 m/s)   |
| 2010                  | Campionat Iberoamericà d'Atletisme                          | San Fernando, Espanya          | 2n                    | Salt triple           | 14.29 m (vent: +2.0 m/s)     |
| 2010                  | Jocs Centreamericans i del Carib                            | Mayagüez, Puerto Rico          | 4é                    | Salt llarg            | 6.29 m (vent: -0.5 m/s)      |
| 2010                  | Jocs Centreamericans i del Carib                            | Mayagüez, Puerto Rico          | 2n                    | Salt triple           | 14.10 m (vent: +0.8 m/s)     |
| 2011                  | Campionat Sud-americà d'Atletisme                           | Buenos Aires, Argentina        | 3r                    | Salt llarg            | 6.45 m (vent: -0.5 m/s)      |
| 2011                  | Campionat Sud-americà d'Atletisme                           | Buenos Aires, Argentina        | 1r                    | Salt triple           | 14.59 m w (vent: +2.2 m/s)   |
| 2011                  | Campionat Mundial d'Atletisme                               | Daegu, Corea del Sud           | 3r                    | Salt triple           | 14.84 m (vent: +0.4 m/s)     |
| 2011                  | Jocs Panamericans                                           | Guadalajara, Mèxic             | 3r                    | Salt llarg            | 6.63 m (vent: +1.6 m/s) NR   |
| 2011                  | Jocs Panamericans                                           | Guadalajara, Mèxic             | 1r                    | Salt triple           | 14.92 m (vent: +0.1 m/s)     |
| 2012                  | Jocs Olímpics                                               | Londres, Regne Unit            | 2n                    | Salt triple           | 14.80 m (vent: +0.4 m/s)     |
| 2013                  | Campionat Mundial d'Atletisme                               | Moscou, Rússia                 | 1r                    | Salt triple           | 14.85 m (vent: +0.4 m/s)     |
| 2014                  | Jocs Centreamericans i del Carib                            | Municipi de Xalapa, Mèxic      | 1r                    | Salt triple           | 14,57 m NR                   |
| 2015                  | Jocs Panamericans                                           | Toronto, Canadà                | 1r                    | Salt triple           | 15.08 m (vent: +2.3 m/s)     |
| 2015                  | Mundial d'Atletisme                                         | Pequín, Xina                   | 1r                    | Salt triple           | 14.90 m                      |
| 2015                  | Jocs Nacionals                                              | Cali, Colòmbia                 | 1r                    | Salt llarg            | 6.66 m                       |
| 2016                  | Jocs Olímpics de Rio de Janeiro 2016                        | Rio de Janeiro, Brasil         | 1r                    | Salt triple           | 15.17 m (vent: +0.4 m/s)     |